# Експедиція Мієра
Експедиція Мієра — невдала військова операція, розпочата в листопаді 1842 року техаським ополченням проти мексиканських прикордонних поселень; вона була пов'язана з експедицією Сомервелла. Вона включала велику битву при Сьюдад-Мієрі 26 і 27 грудня 1842 року, яку мексиканці виграли. Техаська атака була розпочата частково в надії на фінансову вигоду, а частково як помста за різанину Доусона (як її назвали техасці), що сталася раніше того ж року, коли тридцять шість техаських ополченців були вбиті мексиканською армією. Обидва конфлікти були частиною постійних зусиль кожної зі сторін, спрямованих на контроль над територією між річками Ріо-Гранде і Нуесес. Республіка Техас вважала, що ця територія була передана їй за договорами Веласко, за якими вона отримала незалежність, але Мексика з цим не погоджувалася.

## Передумови
Антоніо Лопес де Санта-Анна, правитель Мексики, зазнав поразки від техасців у битві при Сан-Хасінто і підписав Веласкські договори 1836 року, які вивели територію Техасу з-під контролю Мексики (ці договори не були ратифіковані мексиканським законодавчим органом). Однак його війська продовжували вторгатися в Республіку Техас з метою відновлення контролю, особливо над територією між Ріо-Гранде та Нуесес. Техас майже не мав там поселень.
17 вересня 1842 року техаські та мексиканські війська зійшлися біля Саладо-Крік, на схід від Сан-Антоніо. Після окремої вдалої для техасців битви, що відбулася раніше, рота підкріплення з 54 техаських ополченців, переважно з округу Фейєт, під командуванням Ніколаса Мосбі Доусона, почала наступати в тил мексиканської армії. Мексиканський командувач, генерал Адріан Волль, відправив 500 своїх кавалеристів і дві гармати для атаки на цю групу. Техасці тримали оборону проти мексиканських солдатів, але кількість жертв зросла після того, як гармати наблизилися на відстань пострілу. Битва тривала трохи понад годину, в результаті чого 36 техасців загинули, а 15 потрапили в полон, що техасці назвали різаниною Доусона.

## Експедиції
Алекс Сомервелл і 700 техаських солдатів вирушили до Сан-Антоніо, щоб покарати мексиканську армію за набіги на частину Техасу 25 листопада 1842 року. Солдати відновили контроль над Ларедо 7 грудня 1842 року з 700 солдатами. Того ж дня Алекс Сомервелл і його солдати захопили місто Герреро. На той час, коли вони захопили місто, в Ларедо залишилося лише 500 солдатів (Герреро належало Мексиці). Не маючи солдатів, Сомервелл наказав своїм людям повернутися з експедиції 19 грудня 1842 року. Більше людей приєдналося до техасців у Ла-Гранж; потім вони вирушили до Сьюдад-Мієра під командуванням Вільяма С. Фішера. Експедиція зазнала невдачі.

### Битва при Мієрі
Сем Г'юстон наказав експедиційним силам відступити від Ріо-Гранде до Гонсалеса, але лише 400 солдатів відступили, як і було наказано. 20 грудня 1842 року решта 350 техаських солдатів під командуванням Вільяма С. Фішера підійшли до Сьюдад-Мієра. Вони отаборилися на техаському березі Ріо-Гранде і почали брати участь у захопленні міста.
Техасці не знали про справжню кількість мексиканських військ, розміщених у місті. Увійшовши до міста, техаські солдати потрапили в засідку з флангів і врешті-решт здалися, щоб уникнути сумнозвісного Degüello.
Мексиканська армія взяла в полон 243 техасців і повела їх до Мехіко через Матаморос, Тамауліпас і Монтеррей, штат Нуево-Леон.
11 лютого 1843 року 181 техасець втік, але до кінця місяця нестача їжі та води в гірській мексиканській пустелі призвела до того, що 176 з них здалися або були захоплені в полон. Це сталося в околицях Саладо, штат Тамауліпас.
Коли в'язні дісталися Сальтільйо, штат Коауїла, вони дізналися, що обурена Санта-Анна наказала стратити всіх втікачів, але генерал і губернатор штату Коауїла Франсіско Мехія відмовився виконати наказ. Новий командувач, полковник Домінго Уерта, перевів ув'язнених до Ель-Ранчо-Саладо. До цього часу дипломатичні зусилля від імені Техасу міністрів закордонних справ США та Великої Британії змусили Санта-Анну піти на компроміс: він заявив, що кожен десятий в'язень буде вбитий.

### Епізод з чорними бобами
Щоб визначити, хто помре, Хуерта поклав у горщик 159 білих бобів і 17 чорних бобів. У тому, що стало відомим як „Епізод з чорними бобами“ або „Бобова лотерея“, техасцям зав'язали очі та наказали тягнути боби. Офіцерам і рядовим було наказано тягнути в алфавітному порядку. Сімнадцятьом чоловікам, які витягли чорні боби, було дозволено написати листи додому, перш ніж їх стратили через розстріл. Увечері 25 березня 1843 року техасців розстріляли двома групами, одна з дев'яти чоловік, інша з восьми. Згідно з легендою, Хуерта поклав чорні боби в банку останніми і наказав офіцерам вибирати їх першими, щоб вони склали більшість вбитих.

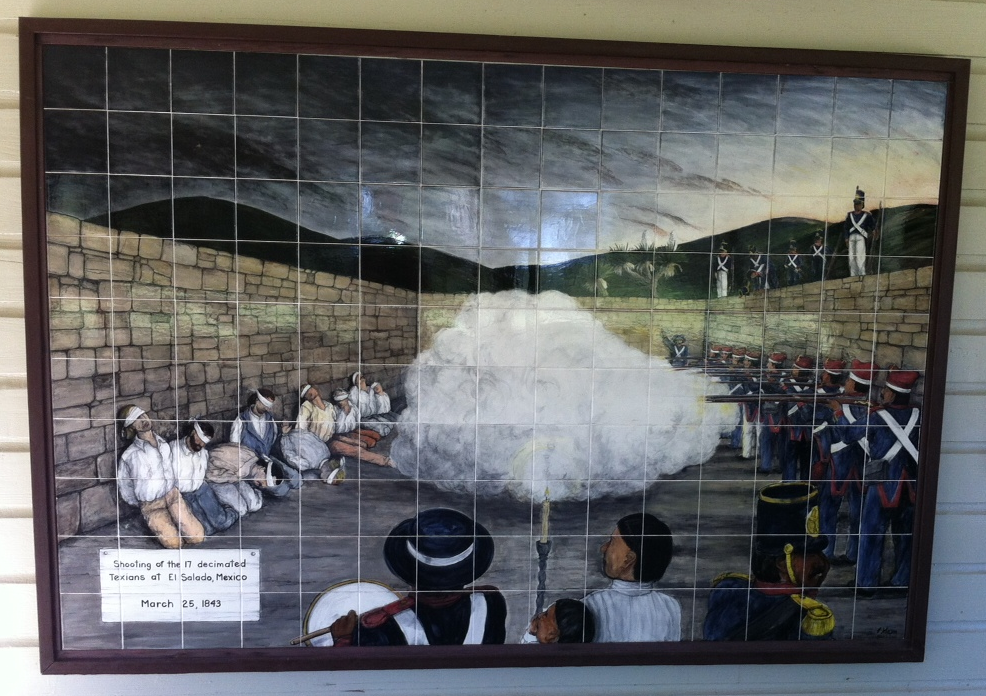
Розписний кахельний мурал на державному історичному об'єкті Монумент-Хілл, що вшановує пам'ять про страту техасців за витягування чорних бобів.

Першим техасцем, який витягнув чорний боб, був майор Джеймс Декатур Кок. Свідок згадував, що Кок тримав боб між вказівним і великим пальцями і з презирливою посмішкою сказав: „Хлопці, я ж вам казав: я ніколи в житті не підводив, коли витягував приз“. Пізніше він сказав іншому техасцю: „Вони відібрали в мене лише сорок років“. Побоюючись, що мексиканці роздягнуть його тіло після смерті, він зняв штани та віддав їх товаришеві, чий одяг був у гіршому стані. Його розстріляли разом з шістнадцятьма іншими, які витягували чорні боби, 25 березня 1843 року. Його останніми словами були: „Скажіть моїм друзям, що я помру з милістю“.
Іншими шістнадцятьма, хто витягнув чорні боби в лотереї, були Вільям Мосбі Істленд, Патрік Мейган, Джеймс М. Огден, Джеймс Н. Торрі, Мартін Керрол Вінг, Джон Л. Кеш, Роберт Холмс Данхем, Едвард Е. Есте, Роберт Гарріс, Томас Л. Джонс, Крістофер Робертс, Вільям Н. Роуен, Джеймс Л. Шепард, Джеймс Н. М. Томсон, Джеймс Тернбулл і Генрі Воллінг. Шепард пережив розстріл, прикинувшись мертвим. Охоронці залишили його помирати на подвір'ї, і він втік уночі, але був спійманий і застрелений. Округ Істленд, штат Техас, названий на честь Вільяма Мосбі Істленда.
Капітан Івен Камерон витягнув білий боб, але через місяць, перебуваючи у в'язниці Пероте, отримав наказ Санта-Анни стратити його. Очікуючи смерті, Камерон відмовився сповідатися перед священником.

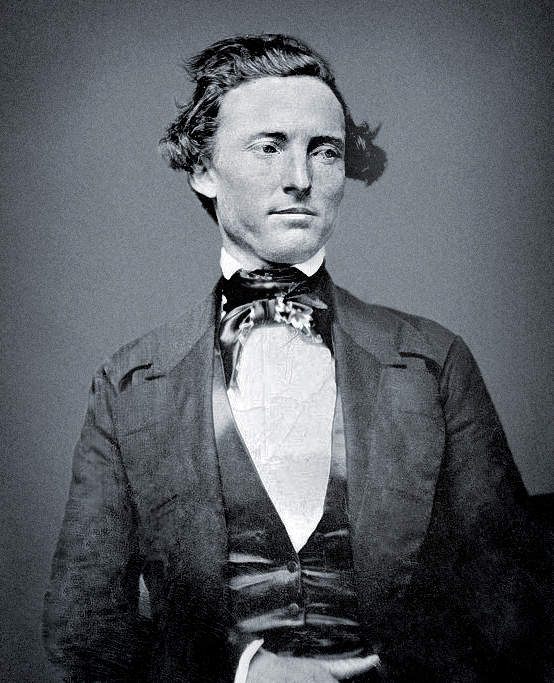
Капітан Семюел Вокер

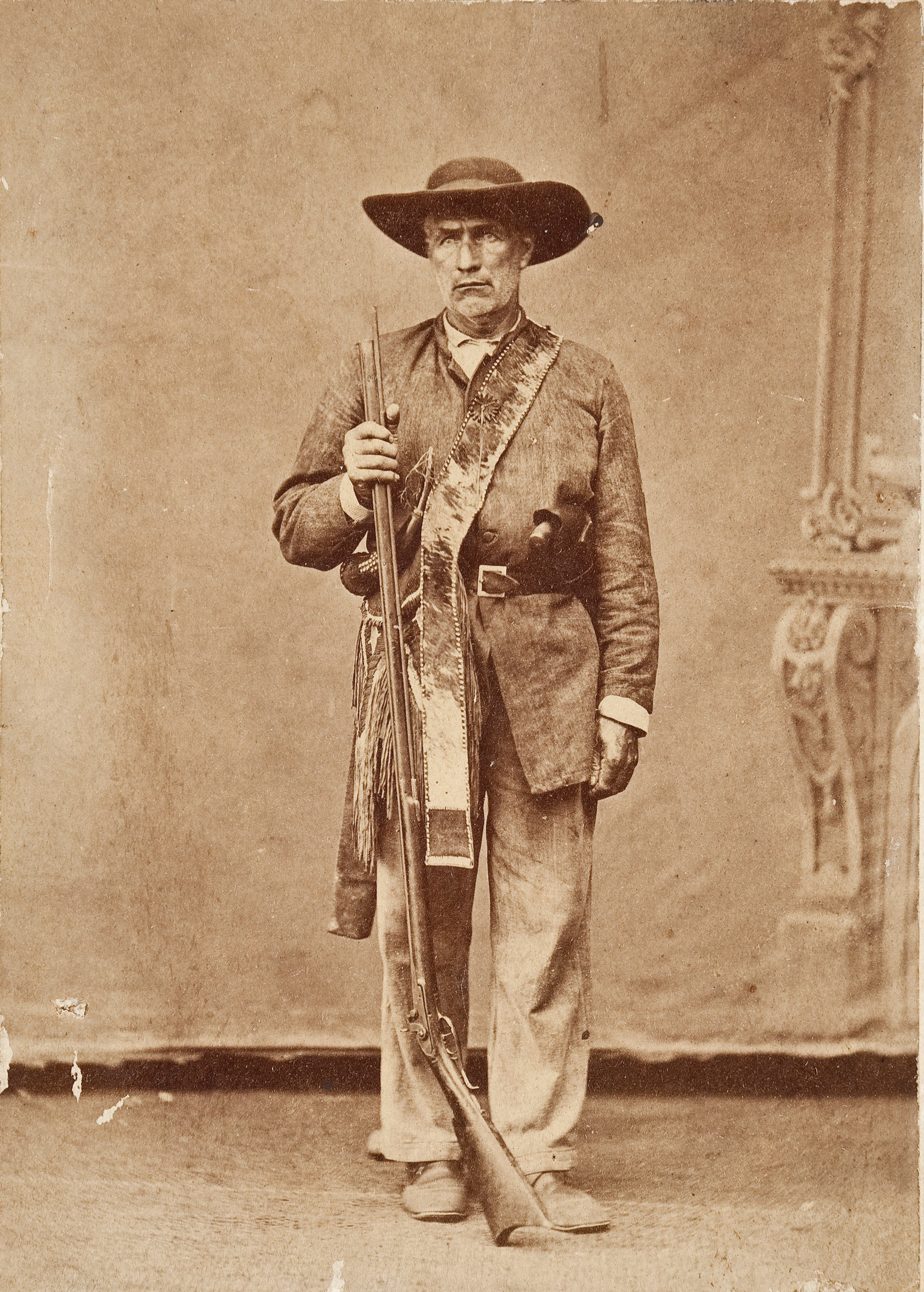
»«Біґфут»" Уоллес 1872 рік

Ті, що вижили, які витягнули білі боби, в тому числі Біґфут Воллес і Семюел Вокер, дійшли до Мехіко. Пізніше вони були ув'язнені у в'язниці Пероте у штаті Веракрус, разом з 15 вцілілими після різанини в Доусоні та близько 35 іншими чоловіками, захопленими генералом Адріаном Воллом у Сан-Антоніо. Деякі з техасців втекли з Пероте або загинули там. Більшість були в'язнями, поки не були звільнені за наказом Санта-Анни 16 вересня 1844 року.

## Наслідок

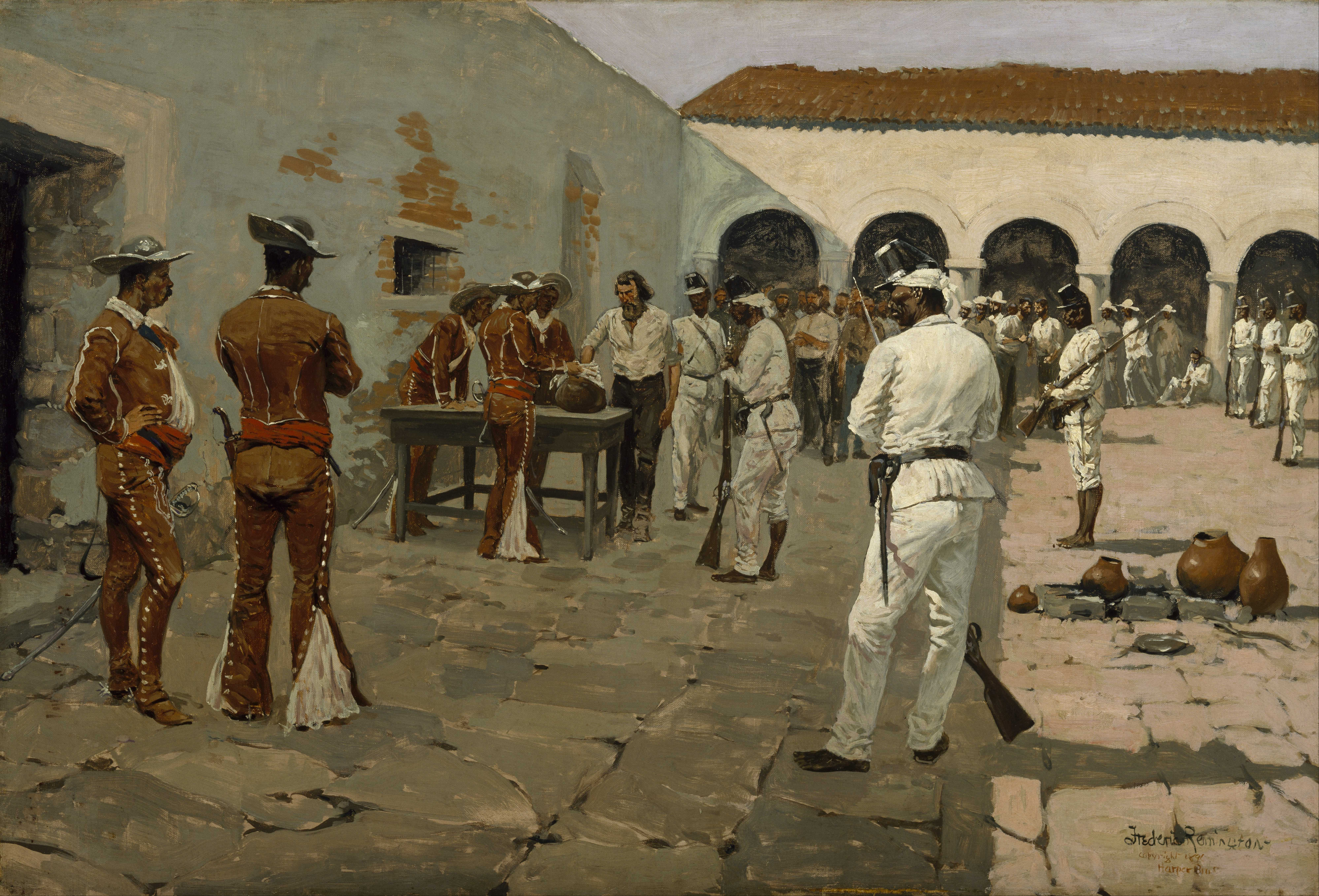
Експедиція Мієра — «Витягування чорного боба», Музей образотворчих мистецтв, Х'юстон

У 1847 році, під час мексикансько-американської війни, армія США окупувала північний схід Мексики. Капітан Джон Е. Дасенбері, один з тих, хто вижив, повернувся до Ель Ранчо Саладо та ексгумував останки своїх товаришів. Він вирушив з останками на кораблі до Галвестона, а потім на возі до Ла-Гранж в окрузі Фейєт, штат Техас.
Мешканці Ла-Гранж дістали останки людей, вбитих під час різанини Доусона, з місця їхнього поховання біля Саладо-Крік в окрузі Бексар.
Останки обох груп чоловіків були перепоховані під час церемонії, на якій були присутні 1 000 осіб. Вони були поховані у великій спільній могилі в 1848 році в цементному склепі на кручі за милю на південь від Ла-Гранж. Місце поховання тепер є частиною державного парку, Державних історичних пам'яток «Пагорб Монументів» і «Пивоварня Крайче».
Епізод з чорними бобами є темою картини Фредеріка Ремінгтона Експедиція Мієра: «Витягування чорного бобу.»